# Voer Herred

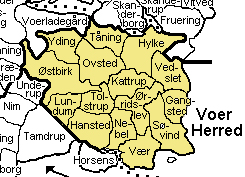
Voer Herred

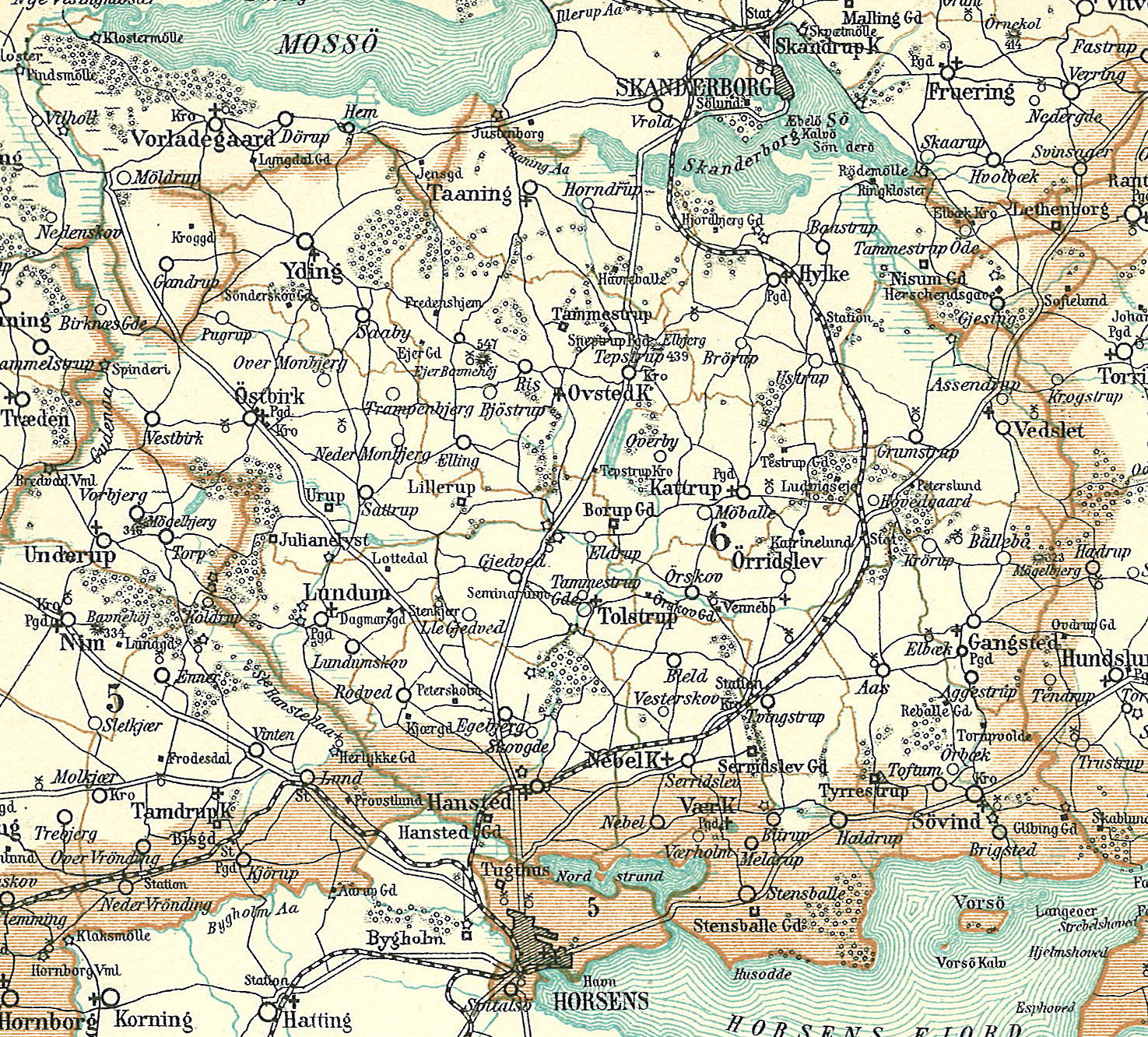
Voer Herred rond 1900

Voer Herred was een herred in het voormalige Skanderborg Amt in Denemarken. Voer wordt al genoemd in Kong Valdemars Jordebog als Horæhæreth (Oræhæreth).

## Parochies
Voer was verdeeld in 15 parochies die alle 15 deel uitmaken van het bisdom Aarhus:
- Gangsted
- Hansted
- Hylke
- Kattrup
- Lundum
- Nebel
- Ovsted
- Søvind
- Tolstrup
- Tåning
- Vedslet
- Vær
- Yding
- Ørridslev
- Østbirk